# Сафронов, Михаил Вячеславович
Михаи́л Вячесла́вович Сафро́нов (10 апреля 1949, Ирбит, Свердловская область — 12 декабря 2019, Москва) — советский и российский театральный деятель, директор Свердловского театра музыкальной комедии (1999—2019), заслуженный работник культуры РФ (1994).

## Биография
Михаил Вячеславович Сафронов родился 10 апреля 1949 в Ирбите (Свердловская область).
В 1972 году окончил Белорусский театрально-художественный институт по специальности «режиссёр театра», после чего там же работал секретарём комитета ВЛКСМ (с перерывом в 1973—1974, когда служил в Советской Армии).
С 1975 года жил и работал в Свердловске: заместитель заведующего отделом пропаганды и культурно-массовой работы Свердловского обкома ВЛКСМ (1975—1979), директор Театра юного зрителя (1979—1984), инструктор отдела культуры Свердловского обкома КПСС (1984—1985), начальник Управления культуры администрации Свердловской области (1985—1996).
В 1996 году — начальник Управления региональной национальной и культурно-досуговой политики Министерства культуры РФ (Москва).
В 1996—1999 годы — директор Свердловского академического театра драмы. Одновременно в 1999 году окончил Высшую школу деятелей сценического искусства (под руководством Г. Г. Дадамяна) по специальности «менеджер театра высшей квалификации» (РАТИ).
С 1999 года — директор (с 2012 года — генеральный директор) Свердловского академического театра музыкальной комедии. Продюсировал ряд постановок театра («www.силиконовая дура.net», «Екатерина Великая», «Мёртвые души», «Алые паруса», «Белая гвардия» и другие).
Состоял в Союзе театральных деятелей РФ, где был заместителем председателя, председателем Свердловского отделения, в 2001—2019 — также секретарём Союза. Возглавлял Ассоциацию театров Урала (с 2002), был вице-президентом Уральской региональной общественной организации по развитию связей с земляками «Уральское землячество»; входил в состав правления Ассоциации музыкальных театров России и Гильдии театральных менеджеров России. Был членом коллегии Министерства культуры Свердловской области (более 30 лет), Общественной палаты Свердловской области, Общественного совета Следственного комитета по Свердловской области.
Умер в Москве 12 декабря 2019 года, будучи в командировке; похоронен на Широкореченском кладбище Екатеринбурга.

## Награды
- медаль «В ознаменование 100-летия со дня рождения Владимира Ильича Ленина»
- Заслуженный работник культуры РФ (1994)
- орден Почёта (2008)[1]
- Заслуженный работник культуры Северной Осетии-Алании
- Благодарность Президента РФ
- знак отличия «За заслуги перед Свердловской областью» III и II (02.12.2016)[5] степеней[3]
- Почётный гражданин Свердловской области[4] и города Ирбита[3].